# Maxime Soulet
Maxime Soulet né le 26 juillet 1983 à Uccle, est un pilote automobile belge.

## Palmarès
- Mini Cooper Challenge
  - Champion de Belgique en 2004

- Formule Renault
  - Champion de Belgique de Formule Renault 1.6 en 2004

- GT4 European Cup
  - une victoire en 2007 à Spa-Francorchamps

- BTCS
  - 5 Pole-positions et 5 victoires en catégorie S2 en 2009
  - Vice-champion en catégorie S2 en 2009

- Belcar
  - Vainqueur des 24 Heures de Zolder en 2006 et 2007
  - Champion de la catégorie GT3 en 2007
  - Vice-champion en 2008 avec Gregory Franchi
  - Champion en 2011 avec Marc Goossens

- Le Mans Series
  - Victoire dans la catégorie GTE Am aux 6 Heures du Castellet en 2012

- 25h VW Fun Cup
  - Victoire finale en 2010 avec le team M&M's

- International GT Open
  - Victoire au Portimao avec Isaac Tutumlu en 2014

- Blancpain GT World Challenge America
  - Victoires au Austin et Virginie avec Rodrigo Baptista en 2019